# Дзиани-Дзаха
Дзиани-Дзаха (фр. Dziani-Dzaha) или Дзиани (фр. Dziani) — солёное кратерное озеро, расположенное на острове Памандзи в коммуне Дзаудзи заморского региона Франции Майотты. Ближайший населённый пункт — Лабаттур. В 2010—2011 годах было проведено масштабное исследование состава воды, геологии, биоразнообразия и химических процессов, протекающих в озере.

## Описание
Солёное озеро Дзиани расположено у северо-восточного побережья острова, в кратере вулкана, сформировавшегося в эпоху позднего плейстоцена или раннего миоцена. Самые последние отложения вулканических пород кратера датируются голоценом, сформировались между 7,5 и 4 тысячами лет до н. э. Площадь озера составляет около 25 га, а уровень воды близок к уровню моря. Протяжённость водоёма с запада на восток составляет 650 м. В окрестностях озера произрастает пальмы вида Hyphaene coriacea.

### Состав воды

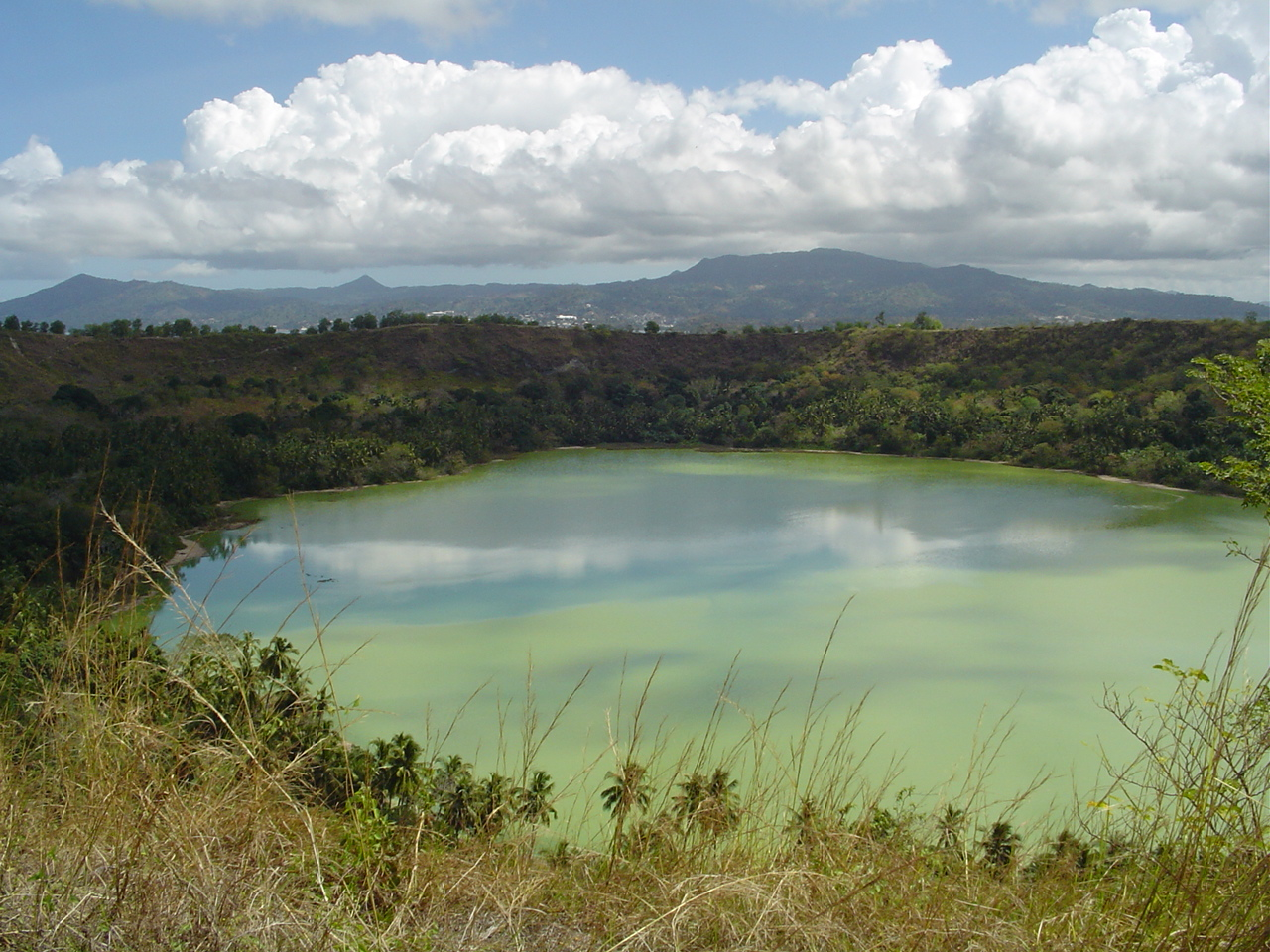
На фото отчётливо виден цвет воды озера

Вода озера мутная (коэффициент ослабления света составлял 5,78 ±0,21 м−1 в 2010 году и 6,79 ±0,23 м−1 в 2011 году), отличается тёмно-зелёным цветом. Озеро обладает высокой щёлочностью, а также концентрацией растворённых веществ. Из растворённых веществ самой высокой концентрацией и электропроводностью обладают ионы Na+ и Cl-.
Исследования показали, что вода озера тесно коррелирует с океанской водой. При сравнении соотношения элементов в озере и морской воде был получен следующий результат: в воде озера на 40 % больше хлора, в два раза больше натрия и в три раза больше калия. Уровень щёлочности — от 10,6 до 14,5 мг-экв/л. По сравнению с другими сходными озёрами, озеро выделяется более высоким уровнем Na+, K+, Mg2+и Cl-, но меньшим уровнем Ca2+.

### Температура и водородный показатель
Уровень pH не изменяется с глубиной и варьирует, по данным нескольких измерений, от 9,1 до 9,4. Во время исследования средняя температура на глубине 1 м составляла 28,5 °C, а на глубине 4 м — 27,8—27,9 °C (в течение исследования температура несколько раз менялась).

### Биомасса
В ходе исследования озера были выявлены 59 штаммов микроорганизмов, связанных с классами гамма-протеобактерий, Alphaproteobacteria, бацилл, Cytophaga и Flavobacterium. Среди биомассы озера доминирует один таксон — род цианобактерий Arthrospira. Значительные выделения углерода связаны именно с деятельностью цианобактерий. Изоляты озера были представлены родами Aliidiomarina, Alkalimonas, Cecembia Halomonas, Nitrincola, Rhodobaca, бациллами и вибрионами — такие уже были найдены в озёрах подобного рода.

## Галерея

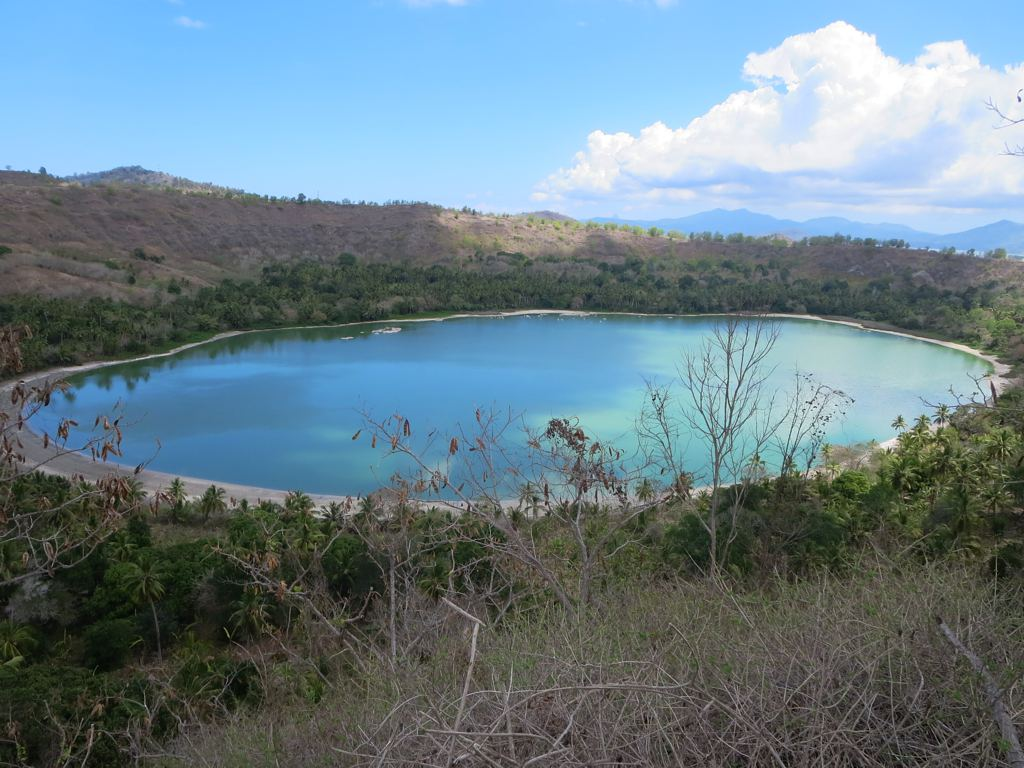
Вокруг озера проложен туристический маршрут
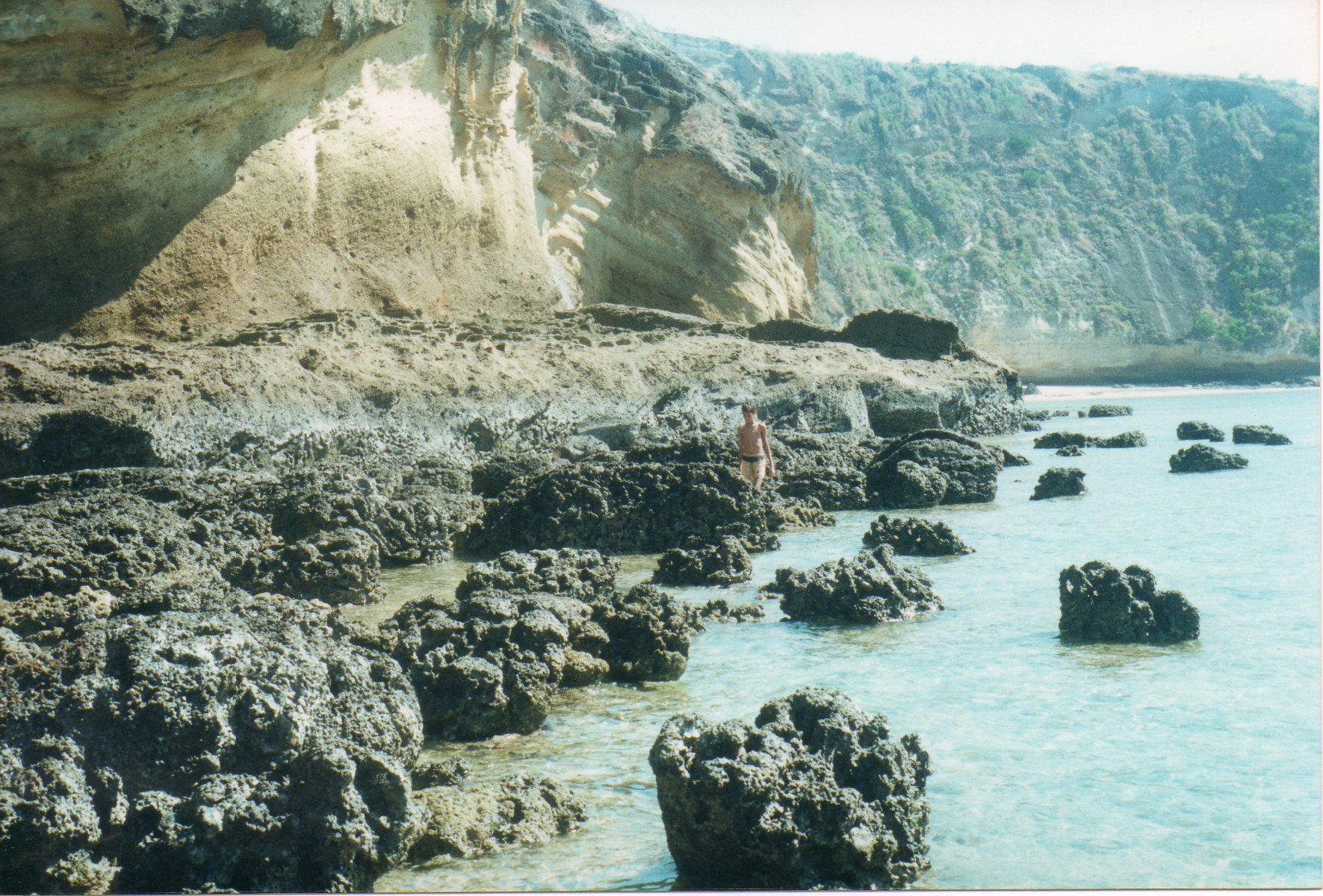
Скалы у побережья озера
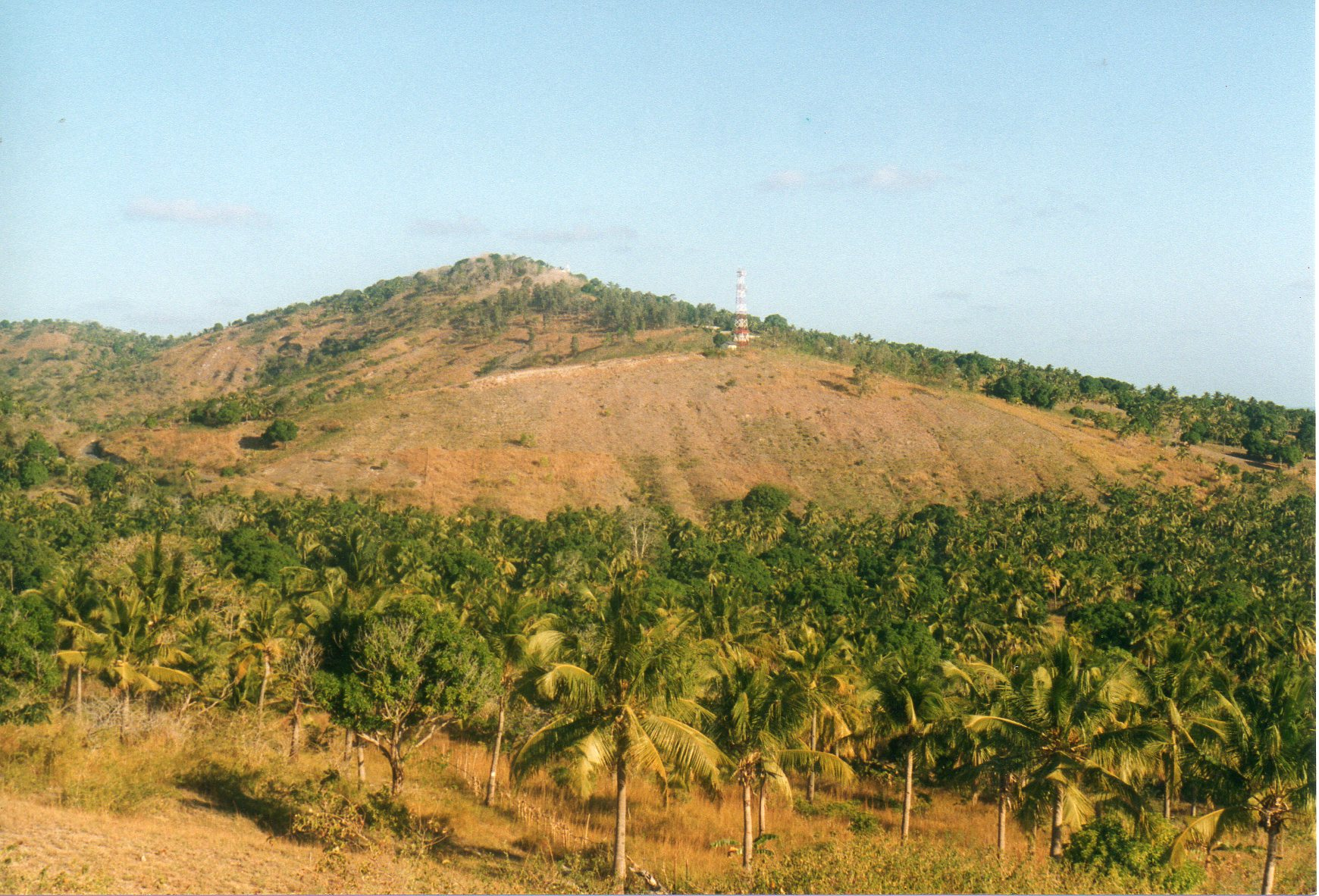
Окружающая растительность